# Operation Condor

Deltagande länder i Operation Condor. I ljusgrön länder som endast deltog delvis, till exempel genom att tillhandahålla underrättelseinformation. Blått betyder stöd.

Operation Condor (spanska: Operación Cóndor; portugisiska: Operação Condor) var en kampanj av politiskt förtryck, däribland mord och underrättelsearbete, som officiellt började genomföras 1975 av de högerorienterade militärjuntorna och auktoritärt konservativa regeringarna i Sydamerika. Kampanjen genomfördes genom så kallad statsterrorism med stöd av USA, främst genom underrättelsetjänsten CIA, för att motverka vänsterinfluenser på kontinenten men också för att polisiärt och militärt förebygga möjliga oppositionsrörelser mot den rådande, för USA:s del gynnsamma, politiska ordningen. Det exakta antalet döda kopplade till Operation Condor kommer sannolikt aldrig att bli känt men det rör sig troligtvis om tiotusentals offer. Bara i det smutsiga kriget under militärjuntan i Argentina försvann mellan 20 000 och 30 000 misstänkta meningsmotståndare.
Operation Condors nyckelmedlemmar var de högerorienterade diktaturerna i Argentina, Chile, Uruguay, Paraguay, Bolivia och Brasilien medan de vänligt sinnade grannländerna Ecuador, Peru och Venezuela deltog i en mindre utsträckning. De flesta militära, polisiära och underrättelseaktioner genomfördes gemensamt av underrättelse- och säkerhetstjänsterna i dessa länder med stöd av USA.

## Historia
Ledarna för de militära underrättelsetjänsterna från Argentina, Bolivia, Chile, Paraguay och Uruguay, träffade den 25 november 1975 Manuel Contreras och chefen för DINA (den chilenska hemliga polisen) i Santiago de Chile, för att officiellt skapa Plan Condor. Men samarbetet mellan olika säkerhetstjänster i syfte att "eliminera marxistisk subversion" fanns redan innan detta möte i Pinochets diktatur. Under Conference of American Armies som hölls i Caracas den 3 september 1973 föreslår den brasilianske generalen Breno Borges Fortes, att "utöka utbytet av information mellan olika tjänster för att slå tillbaks subversion".
Under senare år har med stor tydlighet framkommit att organisationens förebilder, läroplaner och utbildningscentra byggdes upp av Frankrikes före detta legionärer, latinamerikaflyende krigsförbrytare, emigrerade exgeneraler/militärer/tortyrexperter tillsammans med fransk underrättelsetjänst, alla med omfattande erfarenheter från Algeriets befrielsekrig och i förlängningen Franska Indokina.[källa behövs] Deras systematisering av ny omvälvande krigföring i framför allt större städer, mot civila vänster- eller människorättselement, hade framtagits mot civilbefolkningars solidarisering, uppbackning och partisanliknande aktiviteter mot ockupation eller kolonial frigörelse. Bortföranden, försvinnanden, likvideringar tillsammans med förhör, tortyr och därefter avrättning resulterade i att tusentals oppositionella dumpades levande, döende eller döda ute över sydatlantens frånlandsvindar från främst argentinska trupptransportplan, som lastats med militärakademiers eller träningscentras politiska fångar. Tack vare att åldrade militärer och underrättelsemän från organisationens nätverk idag kan avslöja verkligheten och mörkläggningarna, straffimmuna eller rättegångsförhindrade som de är, har bland annat dokumentärfilmen "Fransk Tortyr på Export" kunnat produceras och påvisa hur Operation Condor från militärkuppen i Chile september 1973 till långt in på 90-talet blev en paraplyorganisation för Latinamerikas många militärdiktaturer.

## Efter Operation Condor
Idag anses risken för latinamerikanska militärkupper i princip vara eliminerad till följd av samarbetspakter, ekonomiska och folkrättsliga allianser, starka demokratiska solidaritetstsgrupperingar och politiska partier samt kraftigt minskad analfabetism och i förlängningen folkupplysning och demokratisk skolning. Även en kraftig transparens och medborgerlig kritik av USA:s militärindustriella komplex och underrättelseorganisation CIA, har gjort att inga missnöjda officersgrupperingar längre numera kan påräkna ekonomiskt, militärt eller politiskt stöd för störtande av folkvalda socialistiska, radikala eller progressiva regimer.

## USA:s roll
Operation Condor, som ägde rum under kalla kriget, fick åtminstone godkännande av USA som fruktade ökat marxistisk inflytande i regionen. Målen var officiellt vänstergerillor (som MIR, Montoneros och ERP, Tupamaros med flera) men i själva verket ingick alla typer av politiska motståndare, inklusive deras familjer och bekanta, vilket rapporterades av Valechkommissionen.

## Terrorarkivet
Den 22 december 1992 kom en mängd betydande information om Operation Condor när José Fernández, en paraguayansk domare, besökte en polisstation i Lambaré, en förort till Asunción, för att söka efter filer om en tidigare politisk fånge. Istället fann han vad som kom att bli känt som terrorarkivet, med detaljer om ödet för tusentals latinamerikaner som i hemlighet hade kidnappats, torterats och dödats av säkerhetstjänsten i Argentina, Bolivia, Brasilien, Chile, Paraguay och Uruguay. Några av dessa länder har sedan använt sig av delar av detta arkiv för att åtala före detta militärer. Arkivet innehöll information om 50 000 mördade personer, 30 000 "desaparecidos" ("försvunna") och 400 000 fängslade.
Terrorarkivet visade också att Peru samarbetade i olika grader med underrättelsetjänstinformation och samarbetade med Argentinska agenter i försvinnande av en grupp från Montoneros, som hade exilierat sig i Peru.
Mexiko, liksom även Costa Rica, Kanada, Frankrike, Storbritannien, Spanien och Sverige tog emot många människor som flydde från sina regimer.

### Sydamerikanska staters hemliga poliser
- DINA
- DIM
- SNI
- SIDE

## Skönlitteratur om Operation Condor
Ricardo Canto Leyton: O P Condor. Faun förlag. 2010